# Tržnice Chua-nan
Velkoobchodní trh s mořskými plody Chua-nan (čínsky pchin-jinem Wǔhàn huánán hǎixiān pīfā shìchǎng, znaky 武汉华南海鲜批发市场), známý také jako Trh s mořskými plody Chua-nan, je trh s živými zvířaty a mořskými plody. Nachází se v čínském distriktu Ťiang-chan ve městě Wu-chan, v provincii Chu-pej. Trh získal mediální pozornost poté, co byla Světová zdravotnická organizace dne 31. prosince 2019 informována o vypuknutí epidemie koronaviru SARS-CoV-2 ve Wu-chanu. Z původních 41 lidí hospitalizovaných se zápalem plic, u kterých bylo 2. ledna prokázáno nakažení koronavirem SARS-CoV-2, byly dvě třetiny přímo spojeny s trhem. Tržnice byla uzavřena dne 1. ledna 2020 kvůli čištění a dezinfikování. 33 ze 585 z organických vzorků odebraných na tržnici ukázaly známky onemocnění covid-19.

## Popis
Trh zabírá plochu větší než 50 000 m2 a má více než 1 000 nájemníků. Jedná se o největší mořský velkoobchodní trh v centrální Číně, v jehož západní části jsou prodávána živá zvířata. Trh se nachází v novější části města, v blízkosti obchodů a obytných domů a leží několik městských bloků od vlakového nádraží Chan-kchou.
Koncem roku 2019 prošel trh, dle časopisu The Wall Street Journal, oficiálními inspekcemi. Podle časopisu Time měl však „nehygienické podmínky“. Uličky byly úzké a stánky příliš blízko sebe. Živá zvířata byla držena v těsné blízkosti mrtvých zvířat. Bylo běžné vidět na trhu volně poražená zvířata. The New York Times ve svém článku uvedly, že „hygiena byla na tržnici žalostná, se špatnou ventilací a odpadky, které se povalovaly na mokrých podlahách“.

## Prodávané položky
Ačkoli je trh známý primárně jako trh s mořskými plody, ve velkém se zde prodávalo i hovězí maso (čínsky jie wej) a další různá exotická zvířata. Ceník, vyvěšený jedním z prodejců na populární čínské recenzní stránce Meituan-Dianping, obsahoval na 112 položek, mezi kterými se nacházela řada divokých zvířat. Dne 29. ledna 2020 bylo South China Morning Post uvedeno, že se na trhu prodávalo kolem „120 volně žijících zvířat pocházejících ze 75 druhů“.
Podle zpráv z médií zahrnovalo zboží prodávané na trhu nejen mořské plody:
- jezevci[20]
- netopýři[21]
- bobři[22]
- velbloudi[3][20]
- kuřata[21]
- cibetky[23]
- krabi[17]
- krokodýli[3]
- psi[23]
- osli[20]
- sýr ementál[24]
- ryby[16]
- lišky[3]
- velemloci[3]
- ježci[24]
- byliny[24]
- koaly[12][25]
- svišti[21]
- pštrosi[7]
- vydry[23]
- luskouni[26][27]
- pávi[3]
- bažanti[8]
- prasata[20]
- dikobrazi[3]
- králičí orgány[28]
- krysy[3]
- ovce[20]
- krevety[17]
- koření[16]
- jeleni[28]
- mořčáci pruhovaní[17]
- želvy[17]
- zelenina[17]
- jedovatí hadi[29]
- štěňata vlka[3]

## Podezření na propuknutí epidemie
V prosinci 2019 došlo na trhu k vypuknutí epidemie nového koronaviru SARS-CoV-2 (dříve nazývaného 2019-nCoV). Původně byl potvrzen u 41 osob, z nichž většina byla v přímém spojení s trhem. Protože koronaviry (jako SARS-CoV-1 a MERS-CoV) cirkulují hlavně mezi zvířaty a vzhledem k tomu, že se virus poprvé objevil na tomto tržišti, vzniklo podezření, že virus mohl být přenesen ze zvířete na člověka (zoonóza). Původně byli za zdroj viru považováni hadi. Pozdější studie naznačují, že přechodným hostitelem viru mohou být luskouni a původním hostitelem netopýři. Ačkoli je obecně známo, že je virus netopýřího původu, funkce luskounů jako mezihostitelů je sporná.
Přes svou důležitou roli, kterou trh sehrál v počátcích epidemie, není dosud jisté, zdali se nový koronavirus objevil právě zde. První nakažený byl ohlášen 1. prosince 2019 u osoby, která nebyla v kontaktu s trhem ani s dalšími 40 nakaženými. 13 z 41 původních pacientů nemělo žádný vztah k trhu. Dle specialisty na infekční nemoci Daniela R. Luceyho se jednalo o důležitý poznatek. V odborném časopise The Lancet bylo později uvedeno, že z 99 osob, které byly přijaty mezi 1. a 20. lednem 2020 wuchanskou nemocnicí Ťin-jin-tchan, bylo 49 spojeno s trhem. V publikaci však nebylo upřesněno, zdali byl trh původem nákazy, nebo při ní sehrál pouze důležitou roli.
Ve snaze objevit původ nového koronaviru, byly mezi 1. a 12. lednem odebrány také vzorky zvířat, které byly na trhu na prodej. Na konci ledna 2020 Čínské středisko pro kontrolu a prevenci nemocí uvedlo, že byl koronavirus nalezen u 33 z 585 testovaných zvířat. Jednalo se o další důkaz, že trhl sehrál na rozšíření koronaviru svou roli, stále však nebyl oficiálně prohlášen za ohnisko epidemie.
Ve výzkumu, publikovaném dne 24. ledna 2020, bylo uvedeno, že žádný z případů mimo Čínu nebyl spojen s trhem.

## Reakce

### Uzavření
Dne 1. ledna 2020 zdravotnické úřady v reakci na stále se šířící nákazu trh uzavřely, aby provedly jeho vyčištění a vydezinfikování. V danou dobu státní agentura Sin-chua uvedla, že trh byl uzavřen kvůli rekonstrukci.

### Zákaz prodeje volně žijících zvířat
Dne 22. ledna 2020 vyšlo ve Wu-chanu nařízení zakazující prodej volně žijících zvířat.
Dne 24. února 2020 oznámila čínská vláda, že obchod a konzumace volně žijících zvířat budou zakázány v celé Číně, během rostoucí kritiky tohoto odvětví obyvateli Číny. Dle The New York Times se však zákaz nevztahuje na použití produktů z těchto zvířat v tradiční čínské medicíně.